# Ишатенко, Игорь Алексеевич
И́горь Алексе́евич Иша́тенко (род. 9 октября 1991 года, Москва) — российский сноубордист, выступающий в параллельных дисциплинах. Призёр Сурдлимпийских игр, заслуженный мастер спорта. Серебряный призёр чемпионата Европы 2012 года и мира 2013 года, победитель и призёр чемпионатов и кубков России по сноуборду.
Выпускник кафедры теории и методики адаптивной физической культуры РГУФКСМиТ (2016).

## Награды и спортивные звания
- Благодарность Президента Российской Федерации (8 апреля 2015 года) — за выдающийся вклад в повышение авторитета Российской Федерации и российского спорта на международном уровне и высокие спортивные достижения на XVIII Сурдлимпийских зимних играх 2015 года[2].
- Заслуженный мастер спорта России (2015).